# Cap Sōya
Pour les articles homonymes, voir Soya.
Le cap Sōya (宗谷岬, Sōya-misaki) est un cap situé à l'extrême nord de l'île de Hokkaidō, au Japon. Il s'agit également du point le plus septentrional du Japon.

## Situation géographique
Le cap Sōya est situé sur le territoire de la ville de Wakkanai, dans la sous-préfecture de Sōya.
Par temps clair, il est possible d'apercevoir l'île russe de Sakhaline, au nord, dont le cap Sōya est séparé par le détroit de La Pérouse, appelé détroit de Sōya (宗谷海峡, Sōya kaikyō) en japonais, large de 43 km.

## Climat
| Mois                                             | jan.       | fév.       | mars       | avril     | mai       | juin      | jui.      | août      | sep.      | oct.      | nov.      | déc.       | année      |
| ------------------------------------------------ | ---------- | ---------- | ---------- | --------- | --------- | --------- | --------- | --------- | --------- | --------- | --------- | ---------- | ---------- |
| Température minimale moyenne (°C)                | −6,6       | −7,1       | −3,7       | 0,8       | 5,1       | 9,2       | 13,7      | 16,2      | 13,4      | 7,6       | 1         | −4,4       | 3,8        |
| Température moyenne (°C)                         | −4,5       | −4,6       | −1,1       | 3,9       | 8,2       | 11,9      | 16,1      | 18,7      | 16,4      | 10,8      | 3,6       | −2,1       | 6,4        |
| Température maximale moyenne (°C)                | −2,6       | −2,4       | 1          | 7,1       | 11,7      | 15,2      | 19        | 21,6      | 19,6      | 13,8      | 6,1       | 0          | 9,2        |
| Record de froid (°C) date du record              | −16,3 1985 | −17,1 1986 | −14,9 2001 | −6,3 2012 | −1,5 2006 | 1,7 1983  | 5,7 1989  | 10,2 1993 | 5 2014    | −0,7 2016 | −10 1987  | −11,8 2012 | −17,1 1986 |
| Record de chaleur (°C) date du record            | 4,8 2010   | 7,8 2010   | 13,4 2018  | 23,1 2019 | 26 2013   | 26,4 2005 | 30,4 2000 | 31,9 2000 | 29,7 1994 | 22,5 2019 | 17,5 2004 | 10,7 2018  | 31,9 2000  |
| Ensoleillement (h)                               | 49,9       | 91,5       | 156        | 187,1     | 177,9     | 142       | 123,1     | 153,1     | 179,2     | 141,7     | 61        | 29         | 1 490,5    |
| Précipitations (mm)                              | 23,5       | 18,4       | 21,5       | 31        | 58        | 58,8      | 106,3     | 126,5     | 123,8     | 114,6     | 94,4      | 54         | 836,4      |
| Nombre de jours avec précipitations              | 8,9        | 7,3        | 7,3        | 7,1       | 8,6       | 8,5       | 9,1       | 9,5       | 11,2      | 13,6      | 15,1      | 13,8       | 120,1      |
| dont nombre de jours avec précipitations ≥ 10 mm | 0,2        | 0,1        | 0,3        | 0,6       | 2         | 1,7       | 3,7       | 3,8       | 4         | 3,7       | 2,9       | 1          | 24,3       |

| Diagramme climatique                                  |              |           |          |           |             |             |               |               |              |          |         |
| J                                                     | F            | M         | A        | M         | J           | J           | A             | S             | O            | N        | D       |
| −2,6−6,623,5                                          | −2,4−7,118,4 | 1−3,721,5 | 7,10,831 | 11,75,158 | 15,29,258,8 | 1913,7106,3 | 21,616,2126,5 | 19,613,4123,8 | 13,87,6114,6 | 6,1194,4 | 0−4,454 |
| Moyennes : • Temp. maxi et mini °C • Précipitation mm |              |           |          |           |             |             |               |               |              |          |         |